# Facturació de telecomunicacions
La facturació de telecomunicacions és el conjunt de processos dels proveïdors de serveis de comunicacions que s'encarreguen de recollir les dades de consum, calcular la informació de cobrament i facturació, produir factures als clients, processar els seus pagaments i gestionar el cobrament de deutes.
Un sistema de facturació de telecomunicacions és un programari d'aplicació empresarial dissenyat per donar suport als processos de facturació de telecomunicacions.
La facturació de telecomunicacions és un component important de qualsevol proveïdor de serveis de comunicacions comercials independentment de l'especialització: telèfon, comunicacions mòbils sense fil, empreses de VoIP, operadors de xarxes virtuals mòbils, proveïdors de serveis d'Internet, empreses de trànsit de trànsit, televisió per cable i empreses de televisió per satèl·lit no podrien operar sense facturació, perquè crea un valor econòmic del seu negoci.

## Funcions de facturació de telecomunicacions
Les funcions de facturació es poden agrupar en tres àrees: operacions, gestió de la informació, gestió financera. En sentit ampli, quan la facturació i la gestió d'ingressos (BRM) es considera com un conjunt de processos únic, ja que es podrien escollir àrees funcionals especials, la garantia d'ingressos, la gestió de la rendibilitat i la gestió del frau.

### Operacions
L'àrea d'operacions inclou funcions de captura de registres d'ús (depenent de la indústria poden ser registres de detalls de trucades, registres de dades de càrrega, dades de mesura de trànsit de xarxa, en alguns casos les dades d'ús es podrien preparar mitjançant un sistema de mediació de telecomunicacions), valoració del consum (factors determinants, significatius). per a un càlcul posterior, per exemple, el càlcul del temps total de les trucades per a cada zona tarifaria, el recompte de missatges curts, el resum del trànsit en gigabytes), l'aplicació de preus, tarifes, descomptes, impostos i compilació de càrrecs per a cada compte de client, lliurament de factures, gestió de lliurament de factures, aplicant ajustos, manteniment del compte de client.

### Gestió de la informació
L'àrea de gestió de la informació uneix les funcions que s'encarreguen de donar suport a la informació dels clients, dades de productes i serveis, models de preus, incloses les seves possibles combinacions, així com dades de configuració de facturació, com ara programacions de cicles de facturació, activadors d'esdeveniments, canals de lliurament de factures, configuració d'auditoria, arxiu de dades. paràmetres. La informació del client sovint integrada amb el sistema de gestió de relacions amb el client; La col·laboració amb el client pot ser una funció de l'àrea de gestió de la informació del sistema de facturació o es pot assignar completament en CRM.

### Facturació convergent
Els proveïdors de serveis de comunicació, que operen amb múltiples serveis en múltiples modes utilitzats per integrar en una sola factura tots els càrrecs, unifiquen la gestió dels clients en un sol sistema. El terme sistema de facturació convergent es refereix a aquesta solució, que podria mantenir un compte de client únic i produir una única factura per a tots els serveis (per exemple, podria ser una xarxa telefònica commutada pública, televisió per cable i serveis d'Internet per cable per a un client) i també fer-ho. independentment de la forma de pagament (prepagament o postpagament).